# Campo de São Francisco
O Campo de São Francisco é uma ampla praça localizada na cidade de Ponta Delgada, no arquipélago dos Açores, ilha de São Miguel.
O seu nome deve-se ao facto de se localizar em frente da Igreja de São José (Ponta Delgada), antigo convento de São Francisco.
É limitada por aquela igreja e pelo antigo Hospital de São José a poente, pela Igreja e Convento de Nossa Senhora da Esperança a norte, e pelo Forte de São Brás e pelo mar (avenida marginal) a sul.
Após a implantação da República em Portugal, o Campo de São Francisco passou a designar-se Praça 5 de Outubro, tendo, na atualidade, voltado a ser-lhe atribuído o antigo nome.
É por tradição uma praça com características de Passeio Público e é o centro onde se realizam as grandes festas em honra do Senhor Santo Cristo dos Milagres.